# Stazione meteorologica di Sesto al Reghena
La stazione meteorologica di Sesto al Reghena è la stazione meteorologica di riferimento relativa alla località di Sesto al Reghena.

## Coordinate geografiche
La stazione meteorologica si trova nell'area climatica dell'Italia nord-orientale, nel Friuli-Venezia Giulia, in provincia di Pordenone, nel comune di Sesto al Reghena, a 13 metri s.l.m. e alle coordinate geografiche 45°51′N 12°49′E.

## Dati climatologici
In base alla media trentennale di riferimento 1961-1990, la temperatura media del mese più freddo, gennaio, si attesta a +1,7 °C, quella del mese più caldo, luglio, è di +21,5 °C
.
| Sesto al Reghena   | Mesi | Mesi | Mesi | Mesi | Mesi | Mesi | Mesi | Mesi | Mesi | Mesi | Mesi | Mesi | Stagioni | Stagioni | Stagioni | Stagioni | Anno |
| Sesto al Reghena   | Gen  | Feb  | Mar  | Apr  | Mag  | Giu  | Lug  | Ago  | Set  | Ott  | Nov  | Dic  | Inv      | Pri      | Est      | Aut      | Anno |
| ------------------ | ---- | ---- | ---- | ---- | ---- | ---- | ---- | ---- | ---- | ---- | ---- | ---- | -------- | -------- | -------- | -------- | ---- |
| T. max. media (°C) | 5,6  | 8,1  | 11,7 | 16,9 | 22,1 | 25,6 | 27,9 | 27,2 | 24,0 | 18,6 | 11,6 | 7,1  | 6,9      | 16,9     | 26,9     | 18,1     | 17,2 |
| T. min. media (°C) | −2,3 | −0,8 | 2,1  | 6,1  | 9,9  | 13,7 | 15,2 | 14,8 | 11,7 | 7,5  | 3,7  | −0,3 | −1,1     | 6,0      | 14,6     | 7,6      | 6,8  |